# Okręg wyborczy Monmouth
Okręg wyborczy Monmouth powstał w 1918 r. i wysyła do brytyjskiej Izby Gmin jednego deputowanego. Okręg obejmuje hrabstwo Monmouthshire.

## Deputowani do brytyjskiej Izby Gmin z okręgu Monmouth
- 1918–1934: Leolin Forestier-Walker, Partia Konserwatywna
- 1934–1939: John Arthur Herbert, Partia Konserwatywna
- 1939–1945: Leslie Pym, Partia Konserwatywna
- 1945–1966: Peter Thorneycroft, Partia Konserwatywna
- 1966–1970: Donald Anderson, Partia Pracy
- 1970–1991: John Stradling Thomas, Partia Konserwatywna
- 1991–1992: Huw Edwards, Partia Pracy
- 1992–1997: Roger Kenneth Evans, Partia Konserwatywna
- 1997–2005: Huw Edwards, Partia Pracy
- 2005– : David Davies, Partia Konserwatywna